# Aareschlucht in Brugg

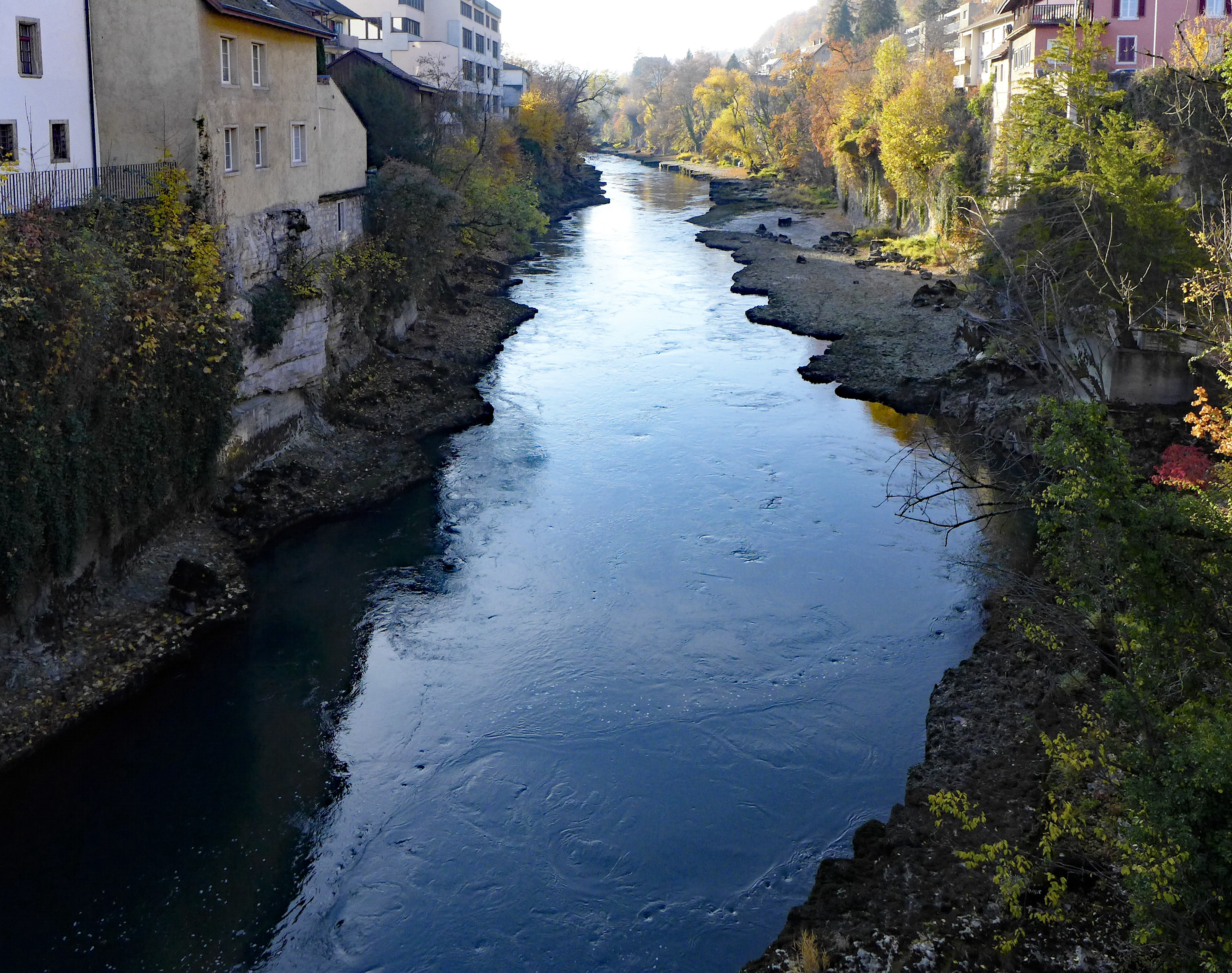
Die Aareschlucht oberhalb der Strassenbrücke von Brugg

Die Aareschlucht in Brugg ist ein Engnis im Flusslauf der Aare in der Stadt Brugg im Kanton Aargau. Sie bildet die engste Stelle des Flusses zwischen der Aareschlucht bei Meiringen und seiner Mündung in den Rhein.
Das Flussgebiet der Schlucht, die durch dichtbebautes Siedlungsgebiet verläuft, ist durch Eintrag im Bundesinventar der Landschaften und Naturdenkmäler von nationaler Bedeutung (BLN) geschützt (Objektnummer 1018). Das BLN hat eine Fläche von 10,75 Hektar und eine Länge von rund 1250 Metern.

## Geografie
Die Aare durchquert am Jurasüdfuss unterhalb von Wildegg das Gebiet der vorgelagerten Ketten des Juragebirges und passiert dabei in einem weiten Tal zwei Bergzüge. Oberhalb von Brugg fliesst sie durch die Niederung zwischen dem Bözberg und dem Wülpelsberg. Der Talboden liegt im Umiker Schachen auf der Höhe von etwa 340 m ü. M.

Luftbild von Nordwesten (1963)

Im Gebiet von Brugg und Windisch ist das mehr als einen Kilometer breite Flusstal durch eine Schotterterrasse versperrt, deren Oberfläche von Süden nach Norden leicht abfällt und beim Bahnhof Brugg auf der Höhe von 352 m ü. M. liegt. Die Aare umgeht dieses Hindernis auf der Nordseite.
Nordöstlich von Brugg erreicht der Fluss die Auenlandschaft zwischen Brugg, Windisch, Gebenstorf und Turgi, die als «Wasserschloss der Schweiz» bezeichnet wird, weil dort die Reuss und die Limmat in die Aare münden. Das Gebiet ist ein Teil des Auenschutzparks Aargau und zählt unter der Bezeichnung «Wasserschloss beim Zusammenfluss von Aare, Reuss und Limmat» ebenfalls zu den Landschaftsschutzgebieten des BLN. Es liegt nur anderthalb Kilometer von der Landschaft der Aareschlucht entfernt auf der Höhe von 330 m ü. M.
Die Aare überwindet somit in der canyonartigen Schluchtstrecke, die beim Ortsteil Altenburg bei Brugg auf Höhe der Eisenbahnbrücke beginnt und eine Länge von 1,5 Kilometern bis zur Casino-Brücke hat, einen Höhenunterschied von zehn Metern. Die Schlucht weist mehrere Stromschnellen auf und ist im Abschnitt neben der Altstadt von Brugg etwa 25 Meter tief in den Kalkfelsen eingegraben. An den senkrechten Wänden des Canyons haben sich durch die Erosion zahlreiche Felsvorsprünge und Riffe ausgebildet, die für die Schifffahrt gefährlich sind. Der wasserreiche Fluss, der an seinem Oberlauf im Schweizer Mittelland eine Breite von manchmal über 100 Metern hat, durchquert in der Schlucht von Brugg die engste Stelle von nur etwa 15 Metern. Die Siedlungsgebiete von Brugg liegen beidseits des Flusses nahe an der tiefen Schlucht.
Die Aareschlucht entstand am Ende des Eiszeitalters, als sich die Schotterterrassen im Gletschervorfeld des Reussgletschers über das Birrfeld hinaus bis fast zum Jurafuss hin ausdehnten. Die Schwemmebene der Gletscherflüsse deckte den alten Aarelauf zu, der unter dem Gebiet von Königsfelden beim Bahnhof Brugg lag und staute die Aare im Gebiet des Schachen bei Umiken und Villnachern. Vom Birrfeld fliesst heute der Süssbach über diese Fläche bis nach Brugg, wo er zwischen dem Ortsteil Altenburg und dem Stadtzentrum von Süden bei den Stromschnellen der Aareschlucht endet. Der Flusslauf der Aare lag schliesslich am Nordrand des Schotterfelds unter dem Bruggerberg, und das Wasser durchschnitt mit seiner Erosionskraft das dort liegende Felsplateau. Dessen Oberfläche liegt im Bereich der alten Brücke von Brugg auf 340 m ü. M. Höhe und somit etwa auf dem Niveau der Schachenebene oberhalb von Brugg.

## Natur

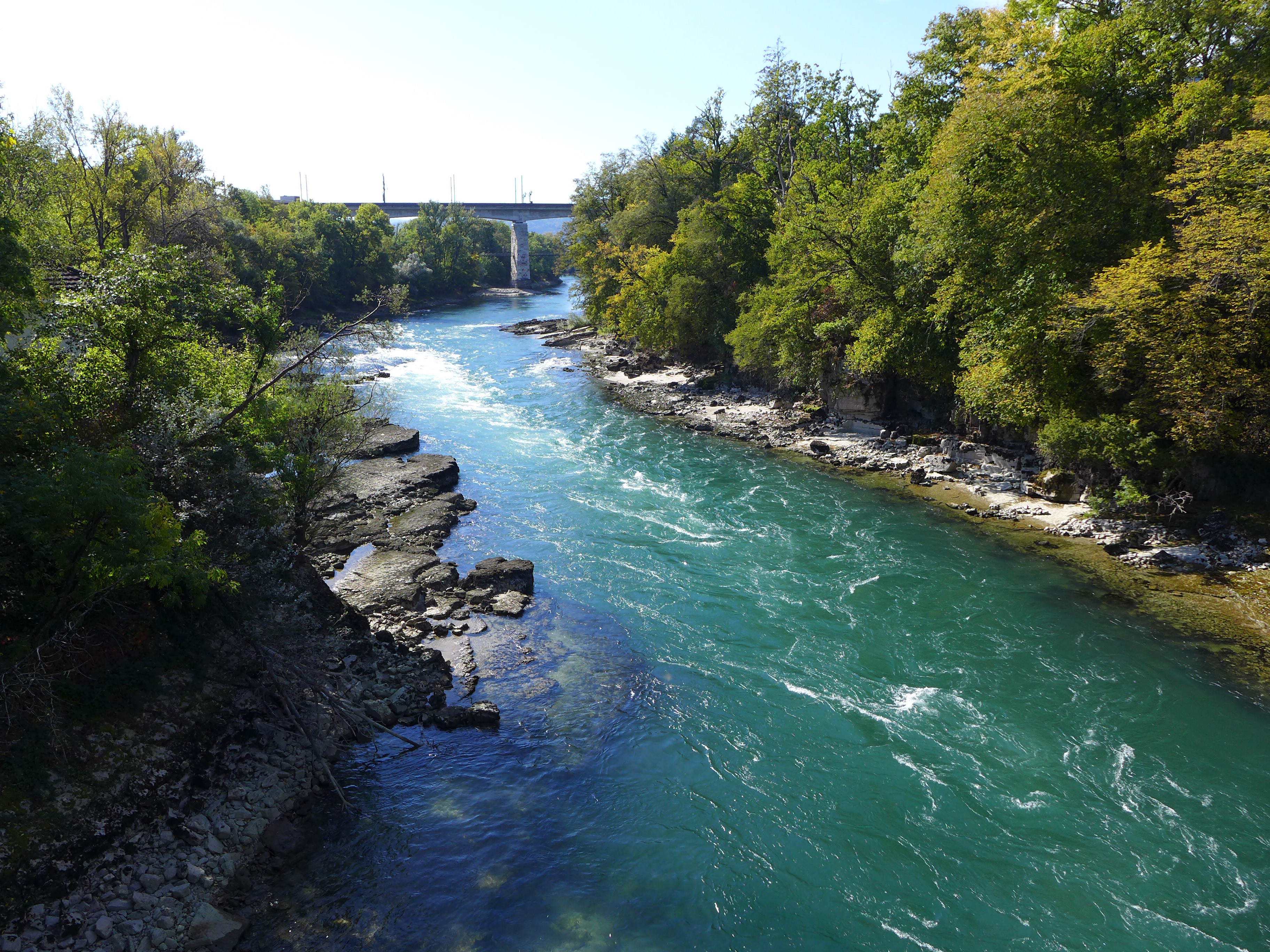
Oberer Teil der Schlucht

Die steilen, durch Vorsprünge und Stufen gegliederten, unzugänglichen Felswände der Aareschlucht bilden Raum für Biotope von Auenwaldpflanzen, Stauden, Moosen und Wasserpflanzen. An den feuchten, oft schattigen Stellen leben Amphibien, Libellen und andere Insekten, Vögel und Kleinlebewesen. In den Felsnischen haben verschiedene Fledermausarten ihre Ruheplätze.

## Verkehrsgeschichte
Die schmale, tiefe Schlucht befindet sich zwischen Flussabschnitten mit breiten, früher sumpfigen Auenlandschaften der Aare und hat in der Verkehrsgeschichte seit der Antike eine grosse Bedeutung. Über den schmalen Graben konnte mit geringem Aufwand eine Brücke errichtet werden. Die Stelle liegt an der Verkehrsachse aus der Gegend von Basel mit der antiken Stadt Augusta Raurica in den Raum von Zürich mit der römischen Ortschaft Turicum. Nahe bei der Aarebrücke befand sich das Legionslager von Vindonissa. Reste der römischen Strasse am Bözbergpass und ein römischer Meilenstein aus dem Jahr 99 nach Christus bei Turgi sind Zeugnisse dieser Strasse, die jedenfalls die Aare im Bereich der Schlucht überquerte; von einer antiken Brücke in Brugg sind allerdings keine Spuren erhalten geblieben. In der Spätantike stand am oberen Eingang der Aareschlucht das ummauerte Kastell Altenburg.

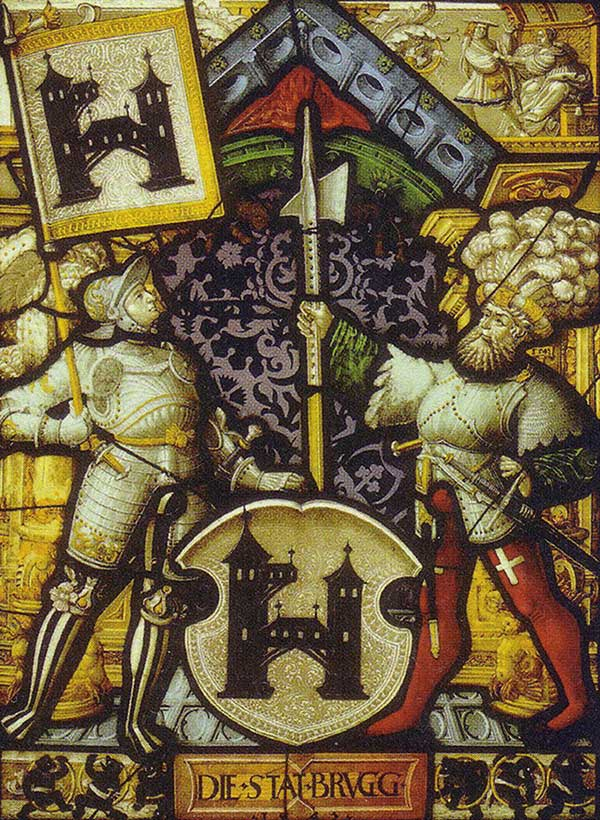
Historische Wappenscheibe von Brugg

Im Mittelalter entstanden wieder eine Brücke über die Aareschlucht und daneben – wohl im 13. Jahrhundert als Gründung der Grafen von Habsburg – die Stadt Brugg, die ihren Namen vom Flussübergang hat. Am südlichen Brückenkopf steht der Schwarze Turm, der teilweise aus Mauersteinen aus den römischen Ruinen von Vindonissa gebaut wurde. Links der Aare schützten der Zollturm und eine kleine, ummauerte Vorstadt die Brücke. Die topographische Situation mit der von zwei Befestigungen flankierten Brücke diente seit dem 14. Jahrhundert als Bildmotiv für das mittelalterliche Siegel der Stadt Brugg und ist bis heute das Wappenzeichen der Stadt. Die Aarebrücke über der schmalen Schlucht ist ein seit der Frühen Neuzeit bekanntes Bildsujet.
Im Jahr 1455 entstand eine neue, gedeckte Holzbrücke über die Schlucht. Der Stadtchronist von Brugg Sigmund Fry († 1546) berichtet in seinem Geschichtswerk ausführlich von den Bauarbeiten an der 1532 erneuerten Brücke und an den Stadtmauern. 1577 ersetzte eine erste Steinbrücke die Holzkonstruktion.
Im 19. Jahrhundert liess die Stadt Brugg die Toranlagen an der Aareschlucht abbrechen, um die Verkehrsverhältnisse auf der überregional bedeutenden Landstrasse zu verbessern. 1925 baute der Kanton Aargau nach Plänen von Architekt Albert Froelich die neue Strassenbrücke, die noch heute als historisches Verkehrsbauwerk besteht.
Der Strassenverkehr auf der Hauptstrasse 3 und der Hauptstrasse 5 wird seit 1980 nicht mehr durch das Zentrum von Brugg und über die alte Strassenbrücke auf der Aareschlucht, sondern mit der «Mittleren Umfahrung von Brugg» 250 Meter unterhalb der Altstadt auf der Casino-Brücke über die Aare geführt.
Oberhalb von Brugg überquert die Bözbergstrecke der SBB den Fluss bei den ersten Stromschnellen am Eingang zur Aareschlucht. Die Bahnbrücke und die Casinobrücke begrenzen den im BLN-Gebiet liegenden Flussabschnitt. 
Zwei Flussübergänge für den Langsamverkehr befinden sich westlich der Altstadt von Brugg: In die hohen, gemauerten Pfeiler der Eisenbahnbrücke ist ein Steg eingebaut, der aus mehreren Hängebrücken besteht. Diese Passage liegt auch auf der regionalen Veloroute 56 «Seetal-Bözberg». Und bei der historischen Brunnenmühle und dem ehemaligen Wasserkraftwerk Brugg führt der Brunnenmühlesteg von der Mülihalde im Norden zur Museumstrasse von Brugg und zu den Schulanlagen der Stadt.
Fusswege führen durch einige Bereiche der Aareschlucht. Die nationale Wanderroute 5 «Jura-Höhenweg» passiert die Aare auf der historischen Strassenbrücke in Brugg. Auf einem Abschnitt des Industriekulturpfads Limmat–Wasserschloss sind geschichtliche Zusammenhänge der Kulturlandschaft um die Aareschlucht dargestellt.
Diese Passage liegt auch an der Aare-Kanuroute. Aus Sicherheitsgründen sollte die Schlucht nicht befahren werden. Das Boot muss in Brugg ca. 1'200 m getragen werden.

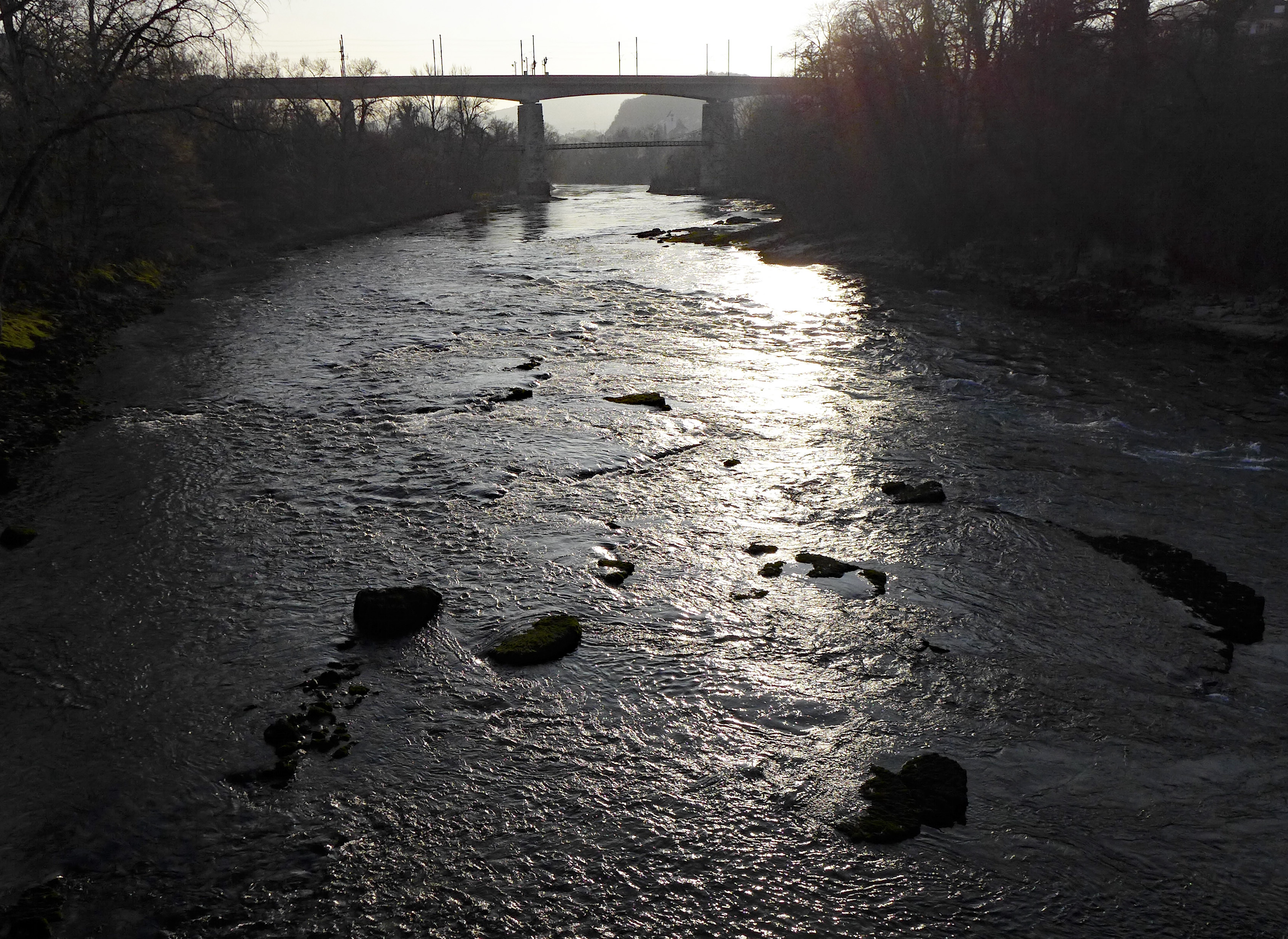
Stromschnellen und Eisenbahnbrücke
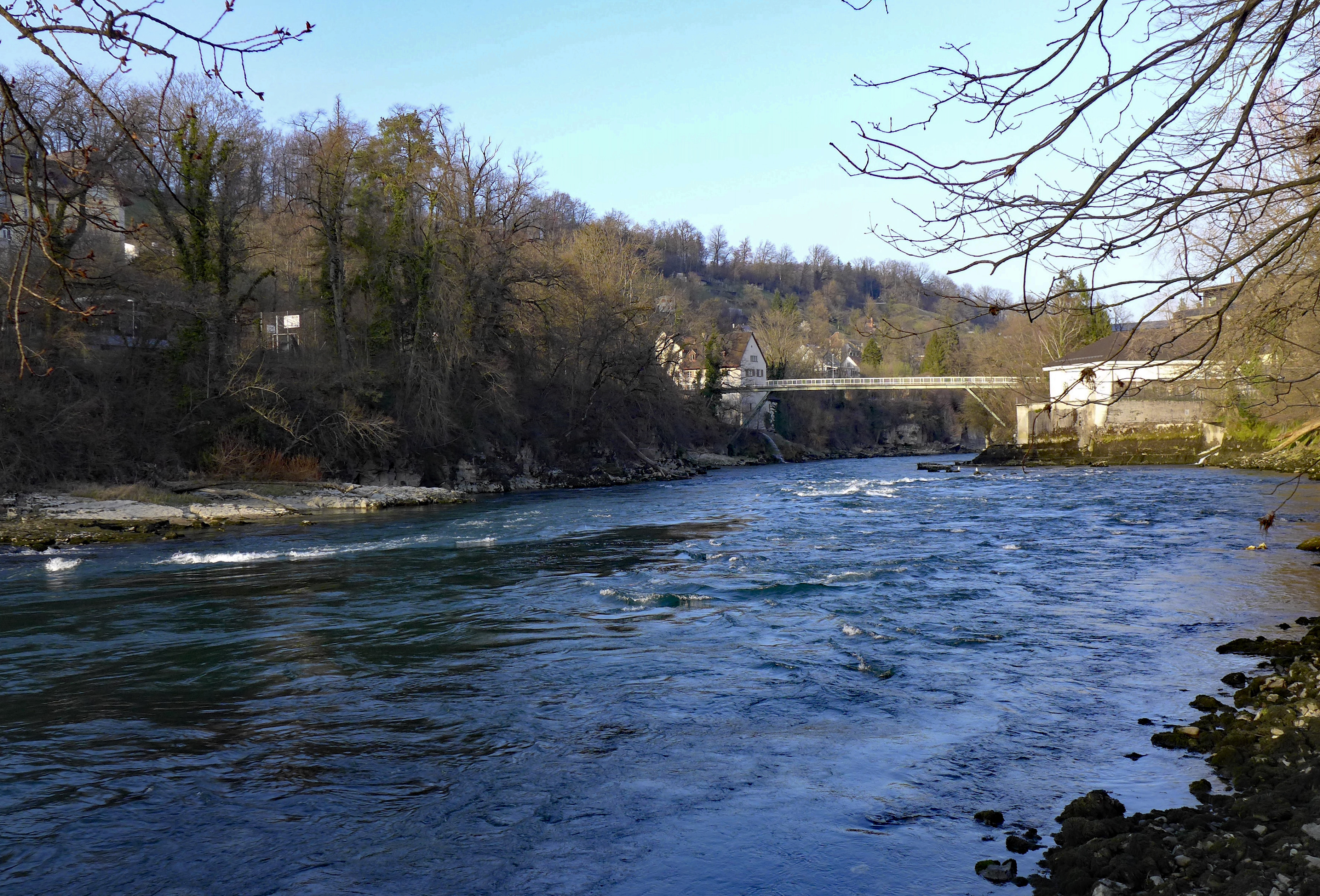
Stromschnellen beim alten Kraftwerk und dem Brunnenmühlesteg
Brücke von Brugg im frühen 19. Jahrhundert
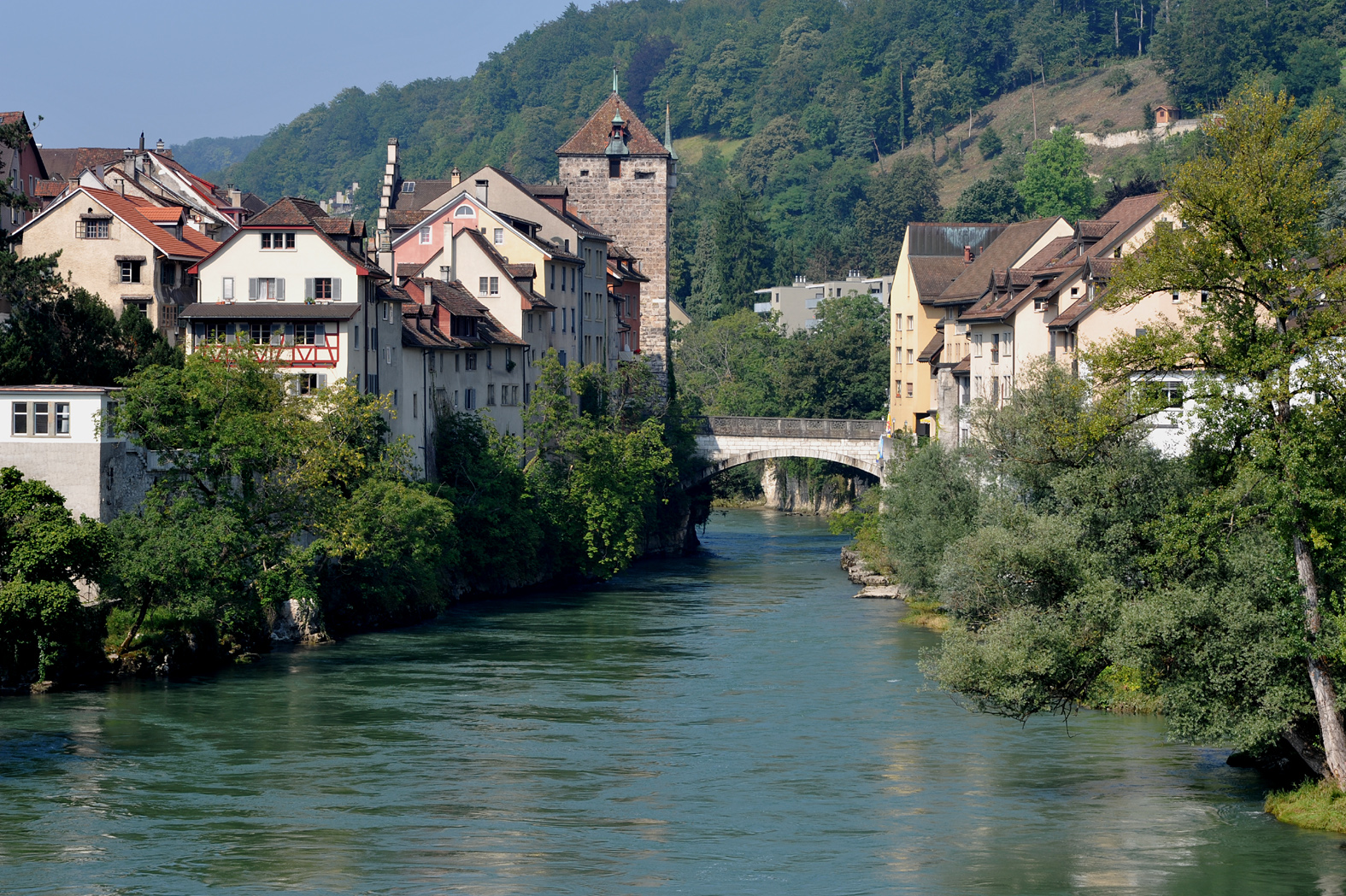
Blick von der Casinobrücke zur Altstadt von Brugg